# NGC 1349
NGC 1349 est une galaxie lenticulaire située dans la constellation du Taureau. NGC 1349 a été découverte par l'astronome américain Lewis Swift en 1886.

## Caractéristiques
Sa vitesse par rapport au fond diffus cosmologique est de 6 434 ± 13 km/s, ce qui correspond à une distance de Hubble de 94,9 ± 6,65 Mpc (∼310 millions d'al).
NGC 1349 présente une large raie HI et c'est une galaxie du champ, c'est-à-dire qu'elle n'appartient pas à un amas ou un groupe et qu'elle est donc gravitationnellement isolée.
Selon la base de données Simbad, NGC 1349 est une galaxie LINER, c'est-à-dire une galaxie dont le noyau présente un spectre d'émission caractérisé par de larges raies d'atomes faiblement ionisés.